# Черна-Мала
Черна-Мала (пол. Czerna Mała) — остановочный пункт в селе Черна в гмине Менкиня, в Нижнесилезском воеводстве Польши. Имеет 2 платформы и 2 пути. Построен в 1985 году на железнодорожной линии Вроцлав-Главный — Щецин-Главный.